# Manuel Martín López
Manuel Martín López (Almenara, 18 de febrer de 1946 – València, 19 de juny de 2005) va ser un artista faller valencià.
A finals de la dècada de 1950 va ingressar com a aprenent al taller del mestre faller Manuel Guinart, on es va iniciar en l'art faller, la decoració i la publicitat. El 1971 es va establir pel seu compte i va treballar a fires i exposicions alhora que començava a fer falles infantils.
El 1976 va realitzar la primera falla de gran format, Reclams publicitaris per a la comissió de l'Alcàsser-José Maestre. El 1978 la seva falla Vella soguera i nen fou salvada del foc per votació popular. Gràcies a això el 1980 va debutar a la secció màxima de les falles amb El circ de la vida per a la comissió de la Falla del Convent de Jerusalem - Matemàtic Marçal. I el 1982 va elaborar la falla Els set pecats capitals per a la comissió de la Plaça Na Jordana, per la que treballaria durant molts anys.
El 1985 va participar al Festival del Còmic d'Angulema, i l'èxit assolit li va fer apostar pel plantejament de noves propostes de caràcter avantguardista, que va reflectir a les falles realitzades del 1986 al 1988 a la plaça del País Valencià, en les quals va implicar altres il·lustradors, dissenyadors i periodistes valencians com Sento Llobell, Ortifus, Francis Montesinos, Valentín Herráiz, Tono Sanmartín i Manuel Vicent. La fama internacional li arribaria gràcies a Europalia 86 d'Anvers i els Jocs Olímpics d'Estiu de 1992. Tornaria a signar tres grans obres a la Plaça Na Jordana el 2000, 2001 i 2002: Mutacions, Pinotxada universal o una odissea de tres parells de nassos i Transició. També va realitzar algunes escultures per Terra Mítica.
El 1998 va crear la societat Caballo de Troya amb Salvador Gimeno per continuar amb la seva innovació artística i interactuar amb altres tallers i realitzadors. Va morir d'una malaltia el 19 de juny de 2005. El seu fill Manuel Martín Huguet ha continuat amb la tradició i l'obra del seu pare.

## Reconeixements i guardons
En 2001 el seu taller faller va rebre el premi Nova a la innovació empresarial; en 2002 va rebre el premi a la Millor Contribució Artística Renovació del Món Faller als XI Premis Turia atorgats per Cartelera Turia, i el 2003 la revista Pensat i Fet li va atorgar el premi Ricardo Rubert d'innovació estètica. El 2005 i a títol pòstum, la Reial Acadèmia de Belles Arts de Sant Carles de València li va concedir la Medalla a les Belles Arts.